# Малое (Калмыкия)
Малое — исчезнувшее село в Городовиковском районе Калмыкии. Находилось на территории современного Виноградненского СМО. Основано в 1924-25 годах как село Бичкн (полное название – Бичкн Кёл). Располагалось в 19 км к северо-востоку от ставки Большедербетовского улуса - посёлка Башанта.

## История
Основано в 1924-25 годах уроженцами Бемдякинского аймака (станицы Власовской). На карте РККА 1941 года обозначено как село Бичкн (Бембдякин). 
Летом 1942 года село Бичкн, как и другие населённые пункты Западного района (улуса) Калмыцкой АССР, было оккупировано. Освобождено в январе 1943 года. 
28 декабря 1943 года калмыцкое население было депортировано. После ликвидации Калмыцкой АССР село было включено в состав Западного района Ростовской области. В августе 1949 года хутор Бичкин (так в источнике) Цоросовского сельсовета был переименован в село Малое Октябрьского сельсовета. В марте 1952 года включено в состав Веселовского сельсовета. Возвращено вновь образованной Калмыцкой автономной области в январе 1957 года (с 1958 года - Калмыцкая АССР).
Дата упразднения не установлена. Последний раз отмечено на топографической карте 1989 года.